# Christina De Witte
Christina "Chrostin" Araya De Witte (Mechelen, 9 juli 1996) is een Belgische illustrator, cartoonist en feminist. Ze is de dochter van een Belgische vader en een Thaise moeder. Ze werd bekend door haar cartoon Chrostin, waarin een cartoonversie van haarzelf de hoofdrol speelt. Deze deelt ze op Instagram, waar ze 86.000 volgers heeft. De Witte studeerde communicatie en media aan de Erasmushogeschool in Brussel.
In 2014 schreef Robert Van Impe op zijn website Bored Panda een artikel over De Witte, met daarin enkele van haar cartoons. Amerikaans acteur Ashton Kutcher kreeg deze te zien, en deelde ze op Facebook. Niet veel later werd De Witte gecontacteerd door Mark Gottlieb uit New York, die interesse had om haar debuut uit te geven. In 2015 won ze de Flair Online Talent Award van het Belgische tijdschrift Flair, waardoor ze hier een contract kreeg voor één jaar als cartoonist. Uiteindelijk zou ze hier tot 2021 blijven, waarna ze vanaf september 2022 een rubriek in de weekendbijlage van de Belgische krant De Standaard had. Dit liep tot begin 2024.
In augustus 2018 kwam in de Verenigde Staten haar eerste boek uit bij Trident Media Group, met Chrostin in de hoofdrol: The ultimate survival guide to being a girl, gericht op opgroeiende tienermeisjes. In september 2018 kwam in België de Nederlandstalige versie uit onder de naam Sommige meisjes houden niet van roze. Het boek werd ook vertaald in het Italiaans, Hebreeuws, Tsjechisch, Pools en Koreaans. In 2019 verscheen een door De Witte ontworpen postzegelvel bij Bpost. Dat jaar nam ze ook deel aan De Slimste Mens ter Wereld waarin ze vijf afleveringen te zien was en waarvan ze er één won. In 2021 opende ze een winkel op de Mechelse Leermarkt, waar ze naast haar eigen boeken ook geupcyclede producten verkocht.

## Boeken

### Uitgebracht
- Sommige meisjes houden niet van roze (2018, Uitgeverij Van Halewyck)
- F*cking millennials (2019, Pelckmans Uitgevers)
- Sluwe vissen dragen leuke hoedjes (2019, Uitgeverij Van Halewyck)
- Help, ik ben verliefd (2020, Uitgeverij Horizon) met Kaat De Kock
- Schrijf maar wat (2020, Pelckmans Uitgevers)
- Lockdown dagboek (2020, WAT WAT)
- Magdanog?! (2021, WAT WAT)
- Help, ik heb vakantie (2021, Uitgeverij Horizon) met Kaat De Kock
- Help, ik heb een vader (2022, Uitgeverij Horizon) met Kaat De Kock
- Noodles, Rice, and Everything Spice (2023, Ten Speed Press) met Mallika Kauppinen

### Toekomstig
- Araya (autobiografische graphic novel)